# Hearts of Iron IV
Hearts of Iron IV est un jeu vidéo développé par Paradox Development Studio faisant partie de la saga Hearts of Iron.
Le jeu est annoncé en janvier 2014 pour une sortie le premier trimestre 2015, avant d'être reporté au second trimestre 2015. Lors de l'E3 2015, le concepteur Johan Andersson annonce que le jeu pourrait de nouveau être repoussé à 2016. Le jeu sort finalement le 6 juin 2016, 72 ans après le débarquement de Normandie.
Il s'agit d'un jeu de grande stratégie focalisé sur la Seconde Guerre mondiale,,,,,,. 

## Principe du jeu
Le jeu permet de prendre le contrôle de n'importe quel pays existant à une des deux époques disponibles pour débuter une partie : le 1er janvier 1936 et le 14 août 1939. Plusieurs modes de jeu sont disponibles : le mode Ironman qui empêche la création de sauvegarde, le joueur ne pouvant revenir en arrière doit reprendre sa partie là où il l'a quitté. Ironman doit être activé pour remporter des succès. L'autre paramètre important de jeu est la possibilité de définir une l'IA historique. Ce paramètre activé, l’IA des différentes nations tente de reproduire les choix historiques et de rester relativement fidèle au déroulement de la Seconde Guerre mondiale ; si l'IA historique n'est pas activée alors elle pourra prendre des décisions uchroniques.
Le joueur prend le contrôle d'une nation, et gère les aspects économiques, militaires, politiques et sociétaux de son pays. Les pays ont chacun un arbre de priorités nationales qui octroie divers avantages et définit ainsi la direction et le rôle que prend le pays pendant le conflit. Les pays dits « majeurs » pour leur participation historique dans le conflit sont : Les États-Unis, le Royaume-Uni, la France, l'URSS, le Reich allemand, l'Italie et l'empire du Japon.
Chaque pays dispose d'avantages de base représentatifs du contexte historique, par exemple l'Allemagne bénéficie de bonus pour construire rapidement une armée puissante et peut se montrer agressive, les États-Unis disposent d'une économie puissante mais doivent se relever de la crise de 1929 et ont une tendance isolationniste qui ne leur donne la possibilité de rentrer que tard dans le conflit, l'URSS qui doit gérer la concurrence trotskiste de Trotski et prendre une décision par rapport aux Grandes Purges…
Il n’y a pas du but du jeu prédéfini, chaque partie propose cependant un tableau de différents scores, ainsi seul le joueur peut définir s'il a mené à bien ses objectifs (allant de la simple survie à la domination mondiale)

## Système de jeu
Le joueur prend des décisions dans près d'une dizaine de domaines, surveillant de nombreux paramètres (ressources, armées, espionnage, production…) : 
- un arbre de priorités politiques, parfois exclusives les unes des autres ; il existe un arbre générique, et un arbre spécifique à des pays (dans le jeu de base pour sept pays, des DLC ajoutant des arbres spécifiques pour d'autres pays). Ces priorités auront un impact sur divers autres aspects du jeu, elles requièrent du temps et dépensent du poids politique du dirigeant.
- des décisions politiques et diplomatiques, dépensant également du poids politiques, pour faire évoluer la stabilité politique, le poids des partis, le soutient à la guerre, les relations avec les autres pays, la production économique, et autres dans le sens souhaité. Des conseillers offrant des bonus sont disponibles (parfois sous condition : par exemple, avoir développé une priorité politique).
- De temps en temps il se produit des événements, certains dont on ne peut que prendre acte, d'autres offrant deux ou trois options de réponses.
- la recherche technologique, pour laquelle le joueur dispose de plusieurs équipes de recherche, et qui donne accès à du matériel plus moderne et plus performant, et divers bonus économiques.
- les doctrines militaires, débloquées en dépensant de l'expérience militaire, chacune des trois branches (armée, aviation, marine) ayant ses propres doctrines et expérience ; les doctrines sont souvent exclusives les unes des autres (ainsi par exemple il faudra choisir entre les doctrines de la guerre de mouvement et celle de la puissance de feu).
- l'économie : les usines civiles permettent de construire les infrastructures, dépôts logistiques, forts, bases, usines et autres tandis que les chantiers navals produisent les bateaux et les usines militaires produisent le matériel (de toutes sortes : du camion au blindé et à l'avion en passant par les fusils et les canons) dont les armées, l'aviation et l'aéronavale ont besoin, aussi bien pour former de nouvelles unités, que pour remplacer les matériels perdus en toutes occasions (entrainement, mauvais temps, combats, etc.). Diverses ressources ( pétrole, caoutchouc, acier, tungstène, chrome et aluminium) sont requises pour cela, les surplus pouvant être offert à l'exportation tandis que l'importation peut être utilisés (mais au pris de la mobilisation d'usines civiles et de convois). Une ressource particulièrement critique est le pétrole, permettant de créer de l'essence, dont ont besoin les navires, avions, camions et blindés
- l'action militaire : des escadres et des armées peuvent être définies, mises sous les ordres de commandants (apportant des bonus personnels), et des ordres stratégiques et des missions peuvent leurs être confiées, qu'ils tâcheront d'exécuter au mieux) ; le joueur peut également donner directement des ordres à des unités. Il devra prendre garde à l'approvisionnement, qui limite l'empilement possible de troupes dans un même lieu et dont le manque réduit l'efficacité au combat, voire provoque de lourdes pertes par attrition.

On compte sept pays qui ont un arbre de priorités spécifique dans le jeu de base : les États-Unis, le Royaume-Uni, la France, l’Allemagne nazie, l'Italie fasciste, l'empire du Japon et l'URSS. Ils sont considérés avec la république de Chine comme les nations majeures du jeu. Les nations dites « mineures » en possèdent un basique ayant cinq ramifications : Armée terrestre, Marine, Aviation, Infrastructures/Recherches et Politique. Avec les différentes extensions proposées à l'achat, il devient possible d'élargir les nations spécifiques (appelées « Pays intéressants »). Les pays suivants peuvent alors recevoir leur propre arbre : la Pologne, la Hongrie, la Yougoslavie, la Roumanie, la Tchécoslovaquie, les dominions britanniques, la Chine nationaliste, la Chine communiste, les pays chinois des Seigneurs de guerre (Yunnan, Clique du Guangxi, Xibei San Ma, Shanxi), le Xinjiang et le Mandchoukouo, le Mexique, les Pays-Bas, le Portugal, l'Espagne, la Grèce, la Bulgarie, la Lettonie, la Lituanie, l'Estonie, la Turquie, l'Ethiopie, le Sultanat de Aoussa, ainsi que la confédération Suisse. La plupart des arbres spécialisés disposent de 3 ramifications principales: l'armée, qui se divise en ramifications secondaires avec la marine, l'aviation et l'armée terrestre. L'industrie, qui permet de développer le pays économiquement et/ou militairement (selon le choix du joueur). Et enfin la politique, qui permet dans un premier temps de "choisir"et faire gouverner le régime de son choix (parfois au terme d'une guerre civile) puis qui permet de revendiquer des territoires et créer des factions de manière plus simples suivant souvent le principe historique d'irrédentisme ce qui permet à terme de reformer d'anciens empires tels que l'empire d'Autriche-Hongrie ou l'empire Romain.
Les pays ont aussi un arbre technique permettant de débloquer des nouvelles technologies et doctrines dans plusieurs domaines (industrie, électronique, armement terrestre, tactiques, navires et avions). De plus, le jeu permet de changer de parti politique au pouvoir et offre quatre courants majeurs : le parti non-aligné (dictature ou monarchie traditionnelle le plus souvent), la démocratie, le fascisme et le communisme. Le jeu comprend aussi un système d'alliance permettant de créer et de rejoindre des factions. Trois factions existent dès le début de la partie : l'Axe avec l'Allemagne nazie, les Alliés avec le Royaume-Uni et le Commonwealth, et le Komintern comprenant l'URSS, la République populaire mongole et le Tannou-Touva.

## Extensions
Le jeu est accompagné de plusieurs extensions appelées « DLC » servant à développer certains aspects spécifiques du système de jeu.
Depuis le 15 février 2022 il est possible de souscrire un abonnement pour avoir accès à tous les DLC même les plus mineurs.

### Together for Victory
Cette première extension datée du 15 décembre 2016 retravaille les arbres de priorités nationales des États autonomes de l'Empire britannique de l'époque (l'Australie, le Raj britannique, le Canada, la Nouvelle-Zélande et l'Afrique du Sud) et le système d'État fantoche, leur permettant d'atteindre divers stades d'autonomie, de l'indépendance à l'annexion pure et simple. Elle améliore aussi le système de combat à l'échelle stratégique. Le système technologique a été amélioré avec un système de recherche de faction et la diplomatie dispose d'un système de prêt-bail amélioré.

### Death or Dishonor
Cette seconde extension, datée du 14 juin 2017, se concentre sur les dilemmes des États d'Europe centrale, le système de production et les arbres de priorités nationales de ces pays sont ajoutés (la Hongrie, la Roumanie, la Tchécoslovaquie et la Yougoslavie). Le système de production est amélioré pour permettre la conversion d'équipement, comme la reconversion de Panzerkampfwagen III en Sturmgeschütz III et l'acquisition de licences de production étrangère.

### Waking The Tiger
Cette troisième extension, datée du 8 mars 2018, retravaille les arbres de priorités chinois (Chine nationaliste et communiste, seigneurs de guerre locaux et Mandchoukouo) ainsi que ceux de l'Allemagne et du Japon, jugés trop peu ouverts. L'arbre de priorités allemand permet désormais de s'opposer à Hitler, puis soit de faire revenir le Kaiser, soit de prendre une voie démocratique. L'arbre japonais possède lui aussi trois nouvelles branches politiques : une branche communiste, une branche démocratique et une branche traditionnelle (non-aligné) contre la corruption fasciste militaire. Il ajoute un nouveau système de maréchaux, commandant un groupe d'armées, ainsi que des décisions, qui permettent par exemple de former de nouveaux pays, comme la république des Deux-Nations, la Scandinavie ou la Grande Confédération Indonésienne.

### Man The Guns
Cette quatrième extension, datée du 28 février 2019, se concentre sur l'aspect naval du jeu. Elle offre également un arbre de priorités nationales retravaillé et étoffé pour la Grande-Bretagne (permettant de renverser la monarchie ou de la rendre absolue) ainsi que pour les États-Unis d’Amérique. Les Pays-Bas et le Mexique bénéficient chacun d'un nouvel arbre de priorités nationales.

### La Résistance
Cette cinquième extension, datée du 25 février 2020, est axée sur les renseignements en modifiant de manière profonde le système de jeu. Il est dorénavant nécessaire de créer une agence de renseignement pour augmenter l'idéologie, monter un coup d'État ou encore avoir des renseignements sur le nombre de divisions. Cette extension rajoute de la profondeur à la guerre civile espagnole, et ajoute également un arbre de priorité pour le Portugal. L'arbre des priorités français est également revisité afin de permettre des histoires alternatives, telles qu'une restauration monarchique ainsi que des priorités spécifiques pour la France libre et la France de Vichy.

### Battle for the Bosphorus
Cette sixième extension, datée du 15 octobre 2020, est axée sur les nouveaux arbres de priorités des trois nations bordant le détroit du Bosphore en Méditerranée orientale : la Turquie, la Grèce et la Bulgarie. Chacune de ces trois nations doit se positionner par rapport au conflit mondial à venir et peut poursuivre des objectifs de grandeur nationale, en accord avec son histoire.

### No Step Back
Cette septième extension, datée du 23 novembre 2021, est axée sur les nouveaux arbres de priorités des pays en lien avec l'opération Barbarossa : l'Union soviétique, laquelle a désormais un arbre de priorités parmi les plus, si ce n'est le plus, grand et complet, la Pologne et les Pays Baltes. Par ailleurs, l'extension propose des modifications majeures sur le ravitaillement, avec l'ajout de port flottant mais aussi de voies ferrées, et la possibilité de modifier à sa guise les chars, comme ce qui avait été fait pour les navires avec le DLC Man The Guns.

### By Blood Alone
Cette huitième expansion, sortie le 27 septembre 2022, se concentre sur de nouveaux arbres de priorités de l'Italie fasciste, de l'Éthiopie et de la Suisse. L'expansion permet de nouvelles possibilités dans la conception des avions mais aussi de nouvelles options dans les conférences de paix (démilitariser des régions, confisquer la marine d'un pays vaincu, lui imposer des réparations de guerres, détruire des usines dans une région, etc.).

### Arms Against Tyranny
Cette neuvième extension, sortie le 10 octobre 2023, se concentre sur de nouveaux arbres de priorités des pays scandinaves (Suède, Finlande, Danemark et Norvège). Elle ajoute également un système d'entreprises d'armements mais aussi des ajouts pour les forces spéciales.

### Trial of allegiance
Cette dixième extension, sortie le 7 mars 2024 se concentre sur de nouveaux arbres de priorités de cinq pays d'Amérique du sud qui sont le Brésil, l'Argentine, le Chili, Paraguay et l'Uruguay.
Le 4 avril 2024, Together for Victory, Death or Dishonor et Waking the Tiger ont été intégrés au jeu de base et ne sont plus vendus séparément ou considérés comme DLC.

### Götterdämmerung
Cette onzième extension, sortie le 14 novembre 2024 introduit la mécanique des projets spéciaux, propose une refonte des arbres de priorités de l'Allemagne et de la Hongrie et ajoute les arbres de priorité de l'Autriche, de la Belgique et du Congo Belge.

### Graveyard of Empires
Cette douzième extension, sortie le 4 mars 2025 est un pack de pays, ajoutant des priorités nationales pour : l'Iran, pour reformer soit un nouvel empire perse, soit une révolution islamique ; le Raj britannique, qui reçoit des rajouts dans son arbre de priorité, qui était déjà présent par le DLC Together for Victory, il permet d'approfondir la partie non-historique de l'arbre, possibilité de reformé l'Empire Moghol ou bien reformer la Compagnie britannique des Indes orientales ; l'Iraq, qui reçoit la possibilité de se battre au côté de l'axe contre son suzerain britannique et l'Afghanistan, qui peut suivre la voit de l'industrialisation. Le DLC donne aussi de nouveaux visuel pour les quatre pays, dont des modèles uniques d'infanteries, ainsi que des éléphants.

## Mods
Comme pour d'autres jeux vidéos de Paradox Interactive (Crusader Kings 2, Europa Universalis 4), Hearts of Iron IV est l'objet d'une contribution active par sa communauté de joueurs. En 2023, la section du Steam Workshop pour le jeu compte plus de 42 000 articles. Cela comprend nombre de modifications mineures mais aussi des mods plus complexes et massifs.
Parmi les mods développés et reconnus par la communauté, nous pouvons signaler : Road to 56 (Rt56), un mod qui comprend des technologies militaires qui s'étendent jusqu'aux années 1950, Kaiserreich, un mod qui se déroule dans une uchronie où l'Empire allemand a gagné la Première Guerre mondiale, The New Order: Last Days of Europe (TNO), un mod qui se déroule dans une uchronie où les forces de l'Axe ont gagné la Seconde Guerre mondiale, The Red Flood, un mod qui se déroule dans une uchronie où la Première Guerre mondiale a terminé en impasse, et Millenium Dawn installé au XXIe siècle. Le 17 septembre 2017 sort le mod Equestria at War (EaW) basé sur l'univers de My Little Pony : Les amies, c'est magique. Le chef de l'assurance qualité de l'équipe d'Heart of Iron 4, Daniel Sjöberg, déclare : « J'ai promis à mon ami que je jouerais à ce mod et c'est en fait un mod très bien fait, j'ai été extrêmement surpris ». Plus récemment, le mod Old World Blues (OWB) qui se déroule dans l'univers post-apocalyptique de Fallout, se passant uniquement sur le continent nord américain. Le 10 avril 2022 sort le mod Pax Britannica qui prend place dans une uchronie où la révolution américaine a été écrasée par les troupes britanniques, ce qui permet au Royaume-Uni de sécuriser son hégémonie sur le monde et empêche le déclenchement de la Révolution française. Le mod présente également un arbre technologique totalement revisité de style steampunk. Le mod Metro Genesis lui, plonge le joueur dans l'enfer de l'univers Metro, lui permettant de diriger une faction et de conquérir le métro.

### Kaiserreich
Le mod Kaiserreich a été développé pour plusieurs jeux de la licence Hearts of Iron. Il est un des mods les plus populaires dans la communauté, avec une évaluation de 5 étoiles sur le workshop de Steam pour 30 000 évaluations. Le mod permet au joueur de participer à une Seconde Guerre mondiale alternative dans une uchronie ou l'Allemagne a gagné la Première Guerre mondiale. Les deux principaux camps de cette guerre sont l'Allemagne impériale avec sa faction le "Reichspakt" et la Commune de France, État communiste et syndicaliste mis en place après une révolte contre la Troisième République. Épaulé par l'Union Britannique avec la faction de la "Troisième Internationale". Cependant de nombreux autres pays peuvent être joués, le mod donnant un arbre de priorités à de très nombreuses factions.
De ce même mod, il existe une autre version : KaiserreduX, qui apporte des modifications politiques tout en gardant la trame principale du mod

## Accueil
| Hearts of Iron IV |      |       |
| Média             | Pays | Notes |
| Gamekult          | FR   | 7/10  |
| GameSpot          | US   | 80 %  |
| Jeuxvideo.com     | FR   | 15/20 |